# سديم العين

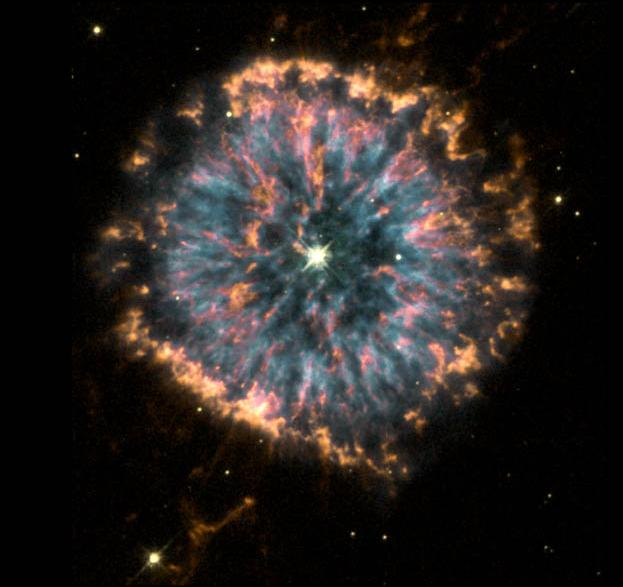
صورة من تيليسكوب هابل الفضائي للسديم

سديم العين - Growing eye nebula- NGC 6751
سديم كوكبي يوجد في كوكبة العقاب , عرض السديم حوالي 0. 8 سنة ضوئية
درجة حرارة النجم في منتصف السديم تبلغ ما يقرب من 140,000 درجة كيلفن
يبعد السديم عن الارض حوالي 6,500 سنة ضوئية
و نشأ السديم نتيجة انهيار النجم و طرده للغلاف الغازي المحيط به الي الفضاء الخارجي